# Pseudocytheretta
Pseudocytheretta is een geslacht van uitgestorven kreeftachtigen uit de klasse van de Ostracoda (mosselkreeftjes).

## Soorten
- Pseudocytheretta burnsi (Ulrich & Bassler, 1904) Forester, 1980 †
- Pseudocytheretta plebeia (Ulrich & Bassler, 1904) Forester, 1980 †
- Pseudocytheretta tuomeyi (Ulrich & Bassler, 1904) Forester, 1980 †